# کلیسای گریگور روشنگر مقدس (تاتئوی وانک)
کلیسای گریگور روشنگر مقدس (تاتئوی وانک) (ارمنی: Սուրբ Գրիգոր Լուսավորիչ եկեղեցի (Տաթև)؛ انگلیسی: St. Gregory) یک کلیسا متعلق به کلیسای حواری ارمنی واقع در روستای تاتو، استان سیونیک ارمنستان می‌باشد. ساخت و ساز این ساختمان در سده 4ام میلادی؛ به پایان رسید. این بنا به سبک معماری ارمنی طراحی شده است.